# کمال آردا گوردال
کمال آردا گوردال (به انگلیسی: Kemal Arda Gürdal) (زادهٔ ۷ فوریهٔ ۱۹۹۰) شناگر اهل ترکیه است.